# Gömürdəhnə
Gömürdəhnə è un comune dell'Azerbaigian situato nel distretto di Quba. Conta una popolazione di 227 abitanti.